# 미켈레 페리
미켈레 페리(이탈리아어: Michele Ferri, 1981년 5월 29일 ~ )는 이탈리아의 전 축구 선수이다.